# Aceite de sapote
El aceite de sapote o, aceite sapuyul se obtiene por presión de las semillas de la Pouteria sapota, un árbol frutal originario de América del Sur. El aceite se describe como con un «olor a almendras» y un «sabor suave y agradable», y también se utiliza como aceite de cocina en algunos países tropicales.
Las semillas son reportadas como tóxicas. El aceite de semilla ha sido utilizado en jabones y cosméticos, como una base para algunos compuestos de aromaterapia y como un sedante, tónico revitalizador de la piel y el cabello.